# 永野愛理
永野愛理（日语：／ Eino Airi，1993年1月19日—）是日本的女性聲優，宮城縣出身。81 Produce所屬。血型O型。

## 人物
在2012年舉辦的avex×81 Produce「Wake Up, Girls! AUDITION」第2回動畫歌曲、主唱甄選中合格。
2015年在第9回聲優獎中Wake Up, Girls!的一員獲得特別獎。
小學四年級開始學習跳舞，在Wake Up, Girls!的成員中擅長跳舞，並負責團體歌曲、電視動畫《黑客人偶》的一部分編舞工作。中學曾加入羽球社並獲得區冠軍。
高中時受索倫·奧貝·克爾凱郭爾的著作《致死的疾病》影響，決定在大學就讀哲學科。Wake Up, Girls!的甄選合格後住在仙台，並參加各種於東北舉辦的活動。2014年末提出畢業論文。

## 演出作品
※粗體字為主要角色。

### 電視動畫
2014年
- Wake Up, Girls!（林田藍里[9]）

2017年
- 戀愛暴君（女學生、女友們、田徑社員）
- 從零開始的魔法書（村裡的女性）
- 狂賭之淵（女學生）
- 異世界食堂（魔術師）
- Wake Up, Girls! 新章（林田藍里）

2018年
- 爆肝工程師的異世界狂想曲（蜜薩娜莉雅·波爾艾南）

2019年
- 八月的棒球甜心（永井加奈子）
- 刺客守則（ミド、上級生女）

2020年
- 球詠（藤原理沙[10]）

### 劇場版動畫
2014年
- Wake Up, Girls! 七位偶像（林田藍里[9]）

2015年
- Wake Up, Girls! 續・劇場版（林田藍里[11]）

### 網路動畫
2014年
- Wake Up, Girls ZOO!（藍里）

### 遊戲
2013年
- Wake Up, Girls! 舞台天使（林田藍里[12]）

2015年
- 我家公主最可愛（白癒姬 治癒·帕菲[13][14]）
- 奇蹟女孩歌舞祭典（林田藍里[15]）

2016年
- （藍里[16]）

2017年
- School of Talent：SUZU-ROUTE（一之瀨茉優[17]）

2021年
- 碧藍航線（西南風、西北風）

### 外語配音
2015年
- 驚叫少女（加緹〈Alia Shawkat〉）
- 變異世界（傑妮[18]）

### 音樂CD
| 發售日  | 名稱                                          | 演唱名義             | 歌曲名稱            | 商業搭配                                     |
| 2014年  | 2014年                                        | 2014年               | 2014年              | 2014年                                       |
| ------- | --------------------------------------------- | -------------------- | ------------------- | -------------------------------------------- |
| 2月26日 | 7 Girls War                                   | Wake Up, Girls!      | 「7 Girls War」     | 電視動畫《Wake Up, Girls!》片頭曲            |
| 2月26日 | 7 Girls War                                   | Wake Up, Girls!      | 「」                | 電視動畫《Wake Up, Girls!》插入曲            |
| 2月26日 |                                               | Wake Up, Girls!      | 「」                | 電視動畫《Wake Up, Girls!》片尾曲            |
| 2月28日 | 劇場版 Wake Up, Girls! 七位偶像 特典CD        | Wake Up, Girls!      | 「」                | 劇場版動畫《Wake Up, Girls! 七位偶像》主題歌 |
| 10月1日 | Wake Up, Girls!Character song series 林田藍里 | 林田藍里（永野愛理） | 「」 「 airi ver.」 | 電視動畫《Wake Up, Girls!》角色歌            |

### 其他
- WEBCM 飯糰名人 × Wake Up, Girls! 輕鬆自在篇（2016年6月）[19]
- 黑客人偶（片尾舞蹈）
- 廣播廣告「TSUTAYA仙台站前店」（旁白）
- Eschachron（朗读剧，2016年7月10日）

## 外部連結
- 事務所官方簡歷 （页面存档备份，存于）（日語）
- GREEN LEAVES公開簡歷 （页面存档备份，存于）（日語）
- Wake Up, Girls！ 官方BLOG （页面存档备份，存于）（日語）
- 永野愛理的X（前Twitter）